# Ван Лой, Лукас
Лукас Ван Лой (нидерл. Lucas Van Looy; род. 28 сентября 1941, Тиелен, провинция Антверпен, Бельгия) — бельгийский прелат, салезианец. Епископ Гента с 19 декабря 2003 по 27 ноября 2019. 

## Биография
29 мая 2022 года Папа Франциск объявил о возведении в кардиналы епископа Лукаса Ван Лоя с 27 августа 2022, однако 16 июня 2022 года, по просьбе, Ван Лоя назначение было отменено.